# La grande conquista (film 1938)
La grande conquista (Der Berg ruft!) è un film del 1938, diretto da Luis Trenker. La pellicola racconta, in maniera romanzata e con toni di propaganda anti-inglese presenti nell'allora Germania nazista, le vicende che portarono alla prime salite del Cervino nel 1865 da parte di Edward Whymper prima e Jean-Antoine Carrel poi.

## Trama
Jean-Antoine Carrel è una guida alpina di Breuil-Cervinia, che ha un sogno: scalare per primo il Cervino. Durante i suoi tentativi incontra un alpinista inglese, il benestante Edward Whymper; il rapporto tra i due passa rapidamente da un rapporto guida-cliente, ad un rapporto di rivalità ed infine ad un rapporto di amicizia quando Carrel recupera Whymper ferito dopo un incidente. A valle, quando Whymper riparte per tornare in patria, i due si promettono di rivedersi l'anno successivo per tentare insieme l'impresa.
L'anno successivo però Carrel viene convocato a Torino, allora capitale del giovane Regno d'Italia, da Quintino Sella, ministro nonché presidente del Club Alpino Italiano: il CAI vorrebbe organizzare una spedizione completamente italiana per la conquista del Cervino dal versante valdostano, e vorrebbe che a guidarla fosse l'esperto Carrel. Questi però, avendo già dato la sua parola a Whymper, rifiuta.
All'arrivo di Whymper, i due si trovano in disaccordo sulla via da seguire: Carrel vorrebbe salire per il versante italiano che conosce meglio, Whymper, che è albergato a Zermatt, per quello svizzero che ritiene meno difficoltoso. La separazione dei due, le pressioni nazionalistiche del CAI ed i maneggi degli abitanti dei due paesi (che cercano nella prima salita al Cervino ricadute positive per il turismo e per l'economia) fanno sì che tra Whymper e Carrel sorga un malinteso. Come conseguenza, Whymper si aggrega ad un'altra cordata inglese con guide locali e la famosa guida Michel Croz, mentre Carrel organizza una cordata con elementi italiani ed uomini del CAI (tra cui l'alpinista Felice Giordano).
Le due cordate partono pressoché contemporaneamente dai due versanti; al secondo giorno è però Whymper a raggiungere per primo la vetta, sotto gli occhi di Carrel, ancora fermo a 150 m sotto di lui. La cordata di Carrel abbandona delusa la salita. Il gruppo di Whymper, però, ha un gravissimo incidente in discesa: uno degli alpinisti inglesi scivola e trascina nel vuoto con sé Michel Croz ed altri due alpinisti; la corda a quel punto si spezza, permettendo agli altri tre uomini sopra (tra cui Whymper) di sopravvivere. Arrivato a valle, Whymper racconta i fatti, ma non viene creduto, e viene accusato di aver tagliato la corda per salvarsi.
Whymper viene mandato sotto processo. Venuto a conoscenza del fatto, Carrel parte da Breuil, sale in solitaria il Cervino per la via italiana, giunge in vetta (dove trova la bottiglia col messaggio lasciato da Whymper), scende nella bufera per la via svizzera e trova lo spezzone di corda, evidentemente strappato e non tagliato. Con questo spezzone irrompe nell'aula del tribunale: davanti alle nuove prove, i giudici scagionano Whymper.
Nell'ultima sequenza Carrel e Whymper, ormai riappacificati, raggiungono insieme la vetta del Cervino.